# روگاچ
روگاچ (به بلغاری: Rogach) یک منطقهٔ مسکونی در بلغارستان است که در شهرستان کروموفگراد واقع شده‌است.